# Ottawa Fury Football Club
El Ottawa Fury FC fue un club de fútbol de Canadá de la ciudad de Ottawa, Ontario. Fue fundado en 2011 y jugó su última temporada en la USL Championship de Estados Unidos en 2019, además participó en el Campeonato Canadiense de Fútbol. Jugaba de local en el Estadio TD Place, que tiene una capacidad de 24.000 espectadores.

## Historia
El 20 de junio de 2011, la extinta NASL seleccionó a Ottawa como la futura franquicia de dicha ciudad. Ottawa Sports and Entertainment Group (OSEG), fue nombrado como el primer propietario del club.
Fue el sucesor de la franquicia del mismo nombre, que jugaba en la USL Premier Development League (actual USL League Two), cuarta división.
En la temporada 2015 de la extinta NASL quedaron Campeones del torneo de otoño clasificándose a la Final del torneo contra los Cosmos Campeones de Primavera. En la Final perdieron 3-2 quedando Subcampeones del Campeonato.
El 11 de diciembre de 2019 la franquicia fue vendida al Miami FC para usar su lugar en la USL Championship para la temporada 2020.

## Entrenadores
- Marc Dos Santos (2014-2015)
- Paul Dalglish (2015-2017)
- Julian de Guzman (2017) (Interino)
- Nikola Popovic (2017-2019)